# Phycus frontalis
Phycus frontalis är en tvåvingeart som beskrevs av Webb och Irwin 1988. Phycus frontalis ingår i släktet Phycus och familjen stilettflugor. Inga underarter finns listade i Catalogue of Life.